# 纯数学与应用数学国家研究所
22°57′55″S 43°14′17″W / 22.965284°S 43.237939°W

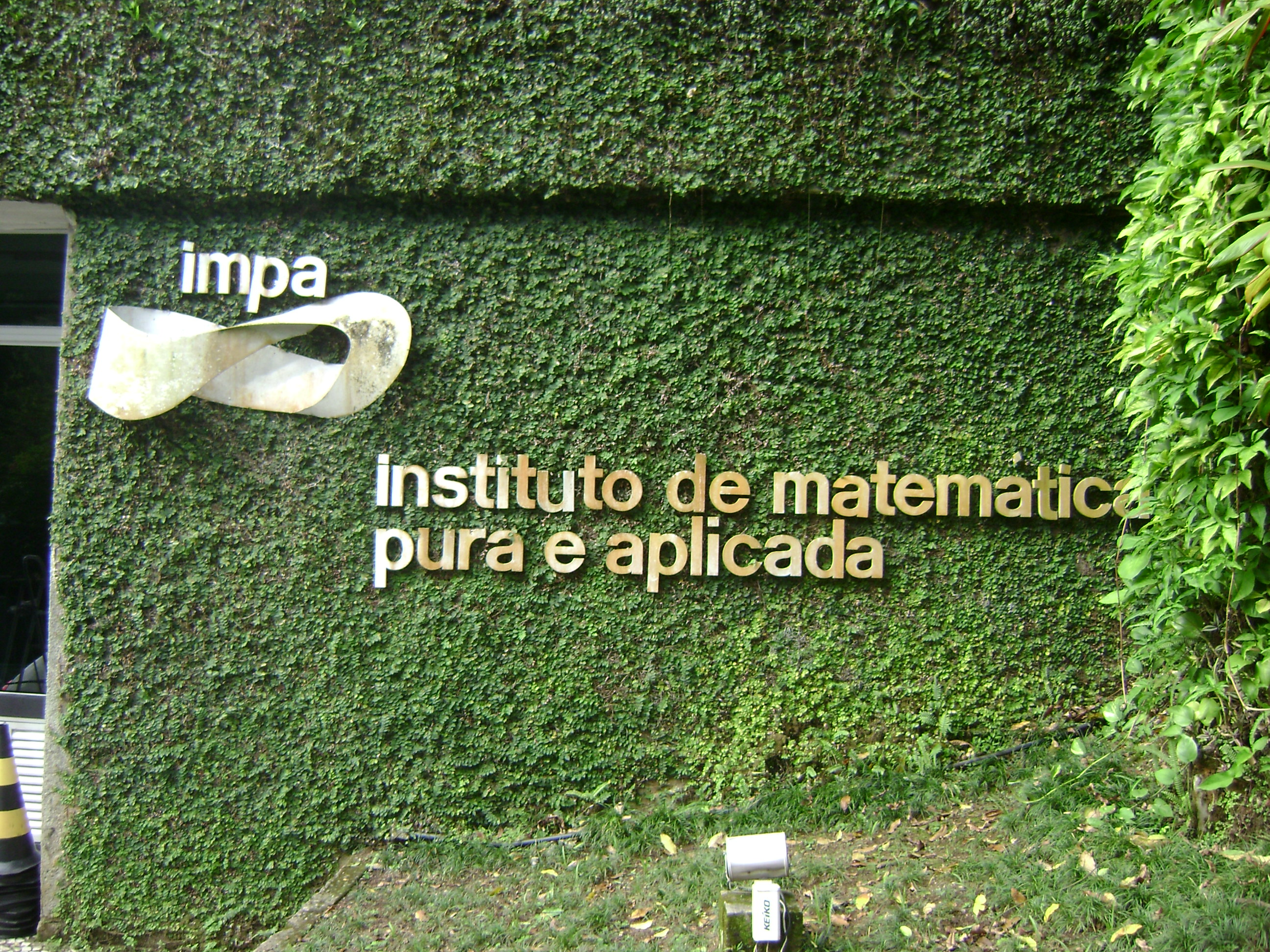
研究所正墙。

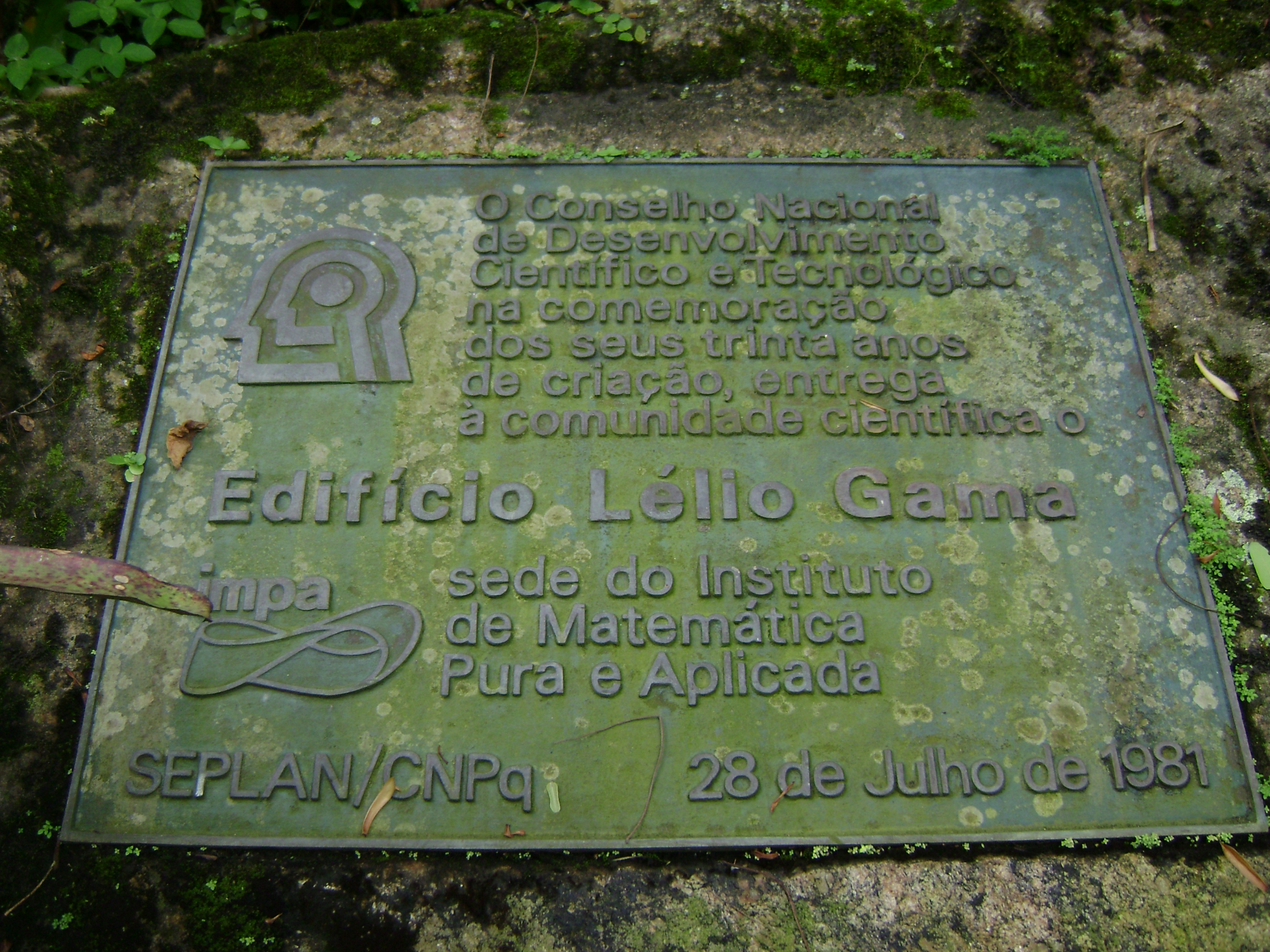
Lélio Gama楼入口处的纪念牌匾。

国立纯数学与应用数学研究所（葡萄牙語：Instituto Nacional de Matemática Pura e Aplicada，简称IMPA）一般被认为是巴西数学领域最先进的数学研究与教育机构。它位于里约热内卢，前称纯数学与应用数学国家研究所（葡萄牙語：Instituto de Matemática Pura e Aplicada，遂有“IMPA”这一简称）。
阿图尔·阿维拉，2014年菲尔兹奖得主，来自该所。

## 外链
- 纯数学与应用数学国家研究所 （页面存档备份，存于）（官方网站）